# Andrew Bargh
Andrew Lawrence Bargh (ur. 15 kwietnia 1986 w Napier) – nowozelandzki żużlowiec.

## Życiorys

### Kariera sportowa
Czterokrotny medalista młodzieżowych mistrzostw Nowej Zelandii: złoty (2005) oraz trzykrotnie srebrny (2004, 2006, 2007). Dwukrotny medalista indywidualnych mistrzostw Nowej Zelandii: złoty (Christchurch 2007) oraz brązowy (Invercargill 2008).
Startował w lidze brytyjskiej, w barwach klubów z Isle Of Wight (2006–2008), Eastbourne (2007, 2008) oraz Poole (2008).

### Życie prywatne
Bratanek Davida Bargha, również żużlowca.